# Iphinoe adriatica
Iphinoe adriatica är en kräftdjursart som beskrevs av Mihai Bacescu 1988. Iphinoe adriatica ingår i släktet Iphinoe och familjen Bodotriidae. Inga underarter finns listade i Catalogue of Life.